# Афоня (фільм)
«Афоня» (рос. «Афоня») — радянський художній фільм у жанрі трагікомедії, кінорежисера Георгія Данелії. Фільм — лідер прокату в СРСР 1975 року (62,2 млн чол., 1573 копій).
Прем'єри фільму відбулися у: СРСР (13 жовтня 1975 року), Фінляндія (1976 року, Міжнародний кінофестиваль у Локарно), НДР (20 серпня 1976 року).

## Сюжет
Безпутній слюсар-сантехнік Афанасій Миколайович Борщов, якого всі називають Афонею (Леонід Куравльов), його друг Федул (Борислав Брондуков) з ранку до вечора зайняті не роботою, а пошуком можливості випити. За свою роботу Афоня бере хабарі з жильців ділянки, на якій працює.
У пивній він знайомиться зі штукатуром Миколою (Євген Леонов), напивається, приходить додому. Наступного дня він уже не пам'ятає вчорашнього «собутильника».
При розподілі студентів-практикантів з ПТУ майстер ЖЕКу Вострякова (Валентина Тализіна) не прикріплює практикантів до Афоні, побоюючись, що він буде для них поганим прикладом. Афоня все ж випрошує собі практикантів. Пропрацювавши з ним один день і побачивши методи його роботи, практиканти відмовляються від нього самі.
Наступного дня штукатура Колю з дому виганяє дружина, і він надовго вселяється до Борщова. 
На танцях Афоня випадково знайомиться з юною дівчиною Катрусею Снєгірьовою (Євгенія Симонова), але уваги на неї не звертає. Після танців б'ється з хуліганами. Катя викликає міліцію. 
Катрусі подобається Афоня, але він цього не помічає. 
На черговому виклику Борщов зустрічає Олену (Ніна Маслова) і закохується в неї. Він обманом змінює у мешканця-астронома (Готліб Ронінсон) фінську сталеву раковину, яка стояла у нього на вітчизняну чавунну. Фінську раковину він встановлює в Олени. У своїх мріях Афоня бачить себе чоловіком Олени і йому бачиться сімейна ідилія з купою діточок.
За постійні пиятики, прогули, бійки Борщова на зборах колективу пропонують звільнити. Крім того, йому ставлять умову повернути фінську раковину на місце. Афоня несе порцелянову раковину з квіточками до Олени, щоб ще раз поміняти. Олена приїжджає додому з галасливою компанією і поводиться так, що Афоні стає зрозуміло: у неї своє життя серед модних і заможних чоловіків, а він — всього лише сантехнік.
Афоня впадає в депресію, йде з Федулом у ресторан і сумує там. Випитий алкоголь не рятує від депресії. Він приходить додому до Катрусі Снєгірьової і залишається в неї аж до ранку. П'яний, Афоня робить Катрусі пропозицію, вона сприймає його серйозно.
Потім Афоня вирішує їхати в село, до своєї тітки Фросі (Раїса Куркіна), яка його виховала. Він приїжджає в село, зустрічає свого друга Єгозу (Савелій Крамаров) і разом з ним дає в місто телеграму про те, що звільняється з роботи і здає квартиру. Тільки після цього він дізнається про те, що тітка Фрося померла кілька років тому.
Депресія Афоні посилюється. Він все втратив, йому нікуди йти. Приходить сусід дядько Єгор (Микола Гринько) і віддає Афоні його спадщину — ощадкнижку на його ім'я, документи на будинок, залишений тіткою Фросею йому, і листи, які тітка писала від його імені сама собі.
Афоня йде на пошту і намагається додзвонитися Катрусі Снєгірьовій по чудовому номеру 50502, або, як говорить сам Афоня, «полста полста два». Йому відповідають, що Катя поїхала. Афоня їде на аеродром. Йому все одно куди летіти і що з ним буде. І от у момент, коли Афоня вже йшов до літака на аеродром приїжджає Катя з валізою. Вона говорить: «Афоня! Мені хтось подзвонив, я подумала, що це ви … »

## Актори
- Леонід Куравльов — Афоня Борщов
- Євгенія Симонова — Катруся Снєгірьова
- Євген Леонов — Микола
- Савелій Крамаров — Єгоза, друг дитинства Афоні
- Ніна Маслова — Олена, жінка з 38-ї квартири
- Борислав Брондуков — Федулов, а попросту Федул — Афонін друг-собутильник, який працює вантажником по сусідству.
- Валентина Тализіна — Людмила Іванівна Вострякова
- Микола Парфьонов — Борис Петрович
- Готліб Ронінсон — астроном
- Раїса Куркіна — тітка Фрося, тітка Афоні
- Ніна Русланова — Тамара, подруга Афоні
- Микола Граббе — Володимир Миколайович, сусід Афоні, керівник ЖЕКу
- Микола Гринько — дядько Єгор
- Геннадій Ялович — режисер в театрі
- Раднер Муратов — Мурат Рахімов, слюсар у том ж ЖЕКу, де працював й Афоня
- Тамара Совчі — касир їдальні
- Михайло Васьков — міліціонер на аеродромі
- Петро Любешкін — дядя Паша Шевченко, досвідчений слюсар
- Юрій Дружинін — Белехов, співробітник ЖЕКу
- Олександр Потапов — співробітник ЖЕКу
- Олексій Ванін — Іван Орлов, чоловік Олени
- Тетяна Распутіна — Людмила, партнерка Афоні на танцях
- Олександр Новіков — тип з борідкою на танцях
- Людмила Цветкова — завідуюча магазином, де працює вантажником Федул
- Володимир Басов — Володимир Іванович, розбуджений під час зборів, виступає з пропозицією оголосити Афоні подяку «За лицарське відношення до дам»
- Михайло Светін — Воронков, водій ЖЕКу, родич Федула, озвучений іншим актором
- Ігор Боголюбов — алкоголік, товстун у синій сорочці
- Т. Тетеріна — Лещова, телефоністка
- Г. Белінська
- О. Льовушкин
- В. Фомічев
- О. Черних
- В. Чигарін
- І. Шорохова
- Капітоліна Іллєнко — брала участь у зібранні ЖЕКу
- Микола Деберо — студентів-практикантів з ПТУ, один з стажистів Афоні
- Юсуп Даніялов — співмешканець касирки
- Рене Хобуа
- Маргаріта Рассказова — в епізоді
- Віктор Крючков — в епізоді
- Андрій Макаревич — співак на танці, виконує пісню «Ти або я»
- Олександр Лерман — музикант на танцях, вокаліст і бас-гітарист (пісня «Мемуари»)
- Володимир Полонський — музикант на танцях, барабанщик (пісня «Мемуари»)
- Юрій Шахназаров — музикант на танцях, гітарист (пісня «Мемуари»)

## Нагороди
- Спеціальний приз на Всесоюзному кінофестивалі у Фрунзе в 1976 році.

## Цікаві факти
- Сам Данелія казав, що цей фільм — про людську байдужість.
- Зйомки проводилися в м. Ярославль. У фільмі можна побачити види Спасо-Преображенського монастиря, Брагінські «хрущовки», кафе «Ассоль», універмаг «Ярославль» на вулиці Свободи.
- У фільмі під час епізоду танців звучить пісня гурту «Машина времени» — «Все дуже просто». На ті часи це був досить сміливий крок, бо рок-група була маловідомою і не мала надійної репутації у радянської влади.
- Хоч у фільмі і були зайняті дуже популярні актори — Євген Леонов, Леонід Куравльов, — найбільшим  успіхом користувався все ж Крамаров. На ринок посилали тільки Савелія — продавці задарювали його продуктами, але ставилися до нього, як до дурника: раз він грає їх в кіно, отже, і в житті такий. Крамарова це зачіпало, але він терпів: з продуктами в магазинах було сутужно…
- Коли знімали епізод на танцях, в якому Афоня знайомиться з дівчиною з пишним бюстом («Це енергійний танець»), актрисі Тетяні Распутіній, щоб збільшити груди, вирішили підкласти манну крупу. А тут захворіла асистентка костюмера і прислала замість себе чоловіка. Той довго вовтузився з бретельками набитого крупою бюстгальтера, а потім, не довго думаючи, туго зав'язав їх ззаду на «морський вузол». Груди так «заграли» в прозорій блузці, що потім критики щиро захоплювалися цією художньої дрібничкою…
- Сцену у дворі Куравльова з Симоновою знімали до обіду, а потім після обіду (під час обіду Куравльов за звичкою переодягся). І тільки при монтажі побачили, що Куравльов в одній сцені у різних сорочках! Перезнімати було пізно — залишили так. Але, що дивно, глядачі не помітили цього ляпсусу — так були захоплені переживаннями героїв…
- У запису кінострічки, розміщеному на YouTube каналі Мосфільму на 29:02 пачка цукру підписана українською мовою.

https://youtu.be/L9HATyYkZLs